# Asobara sinefovea
Asobara sinefovea är en stekelart som beskrevs av Fischer 2007. Asobara sinefovea ingår i släktet Asobara och familjen bracksteklar. Inga underarter finns listade.